# Robert Scheuch

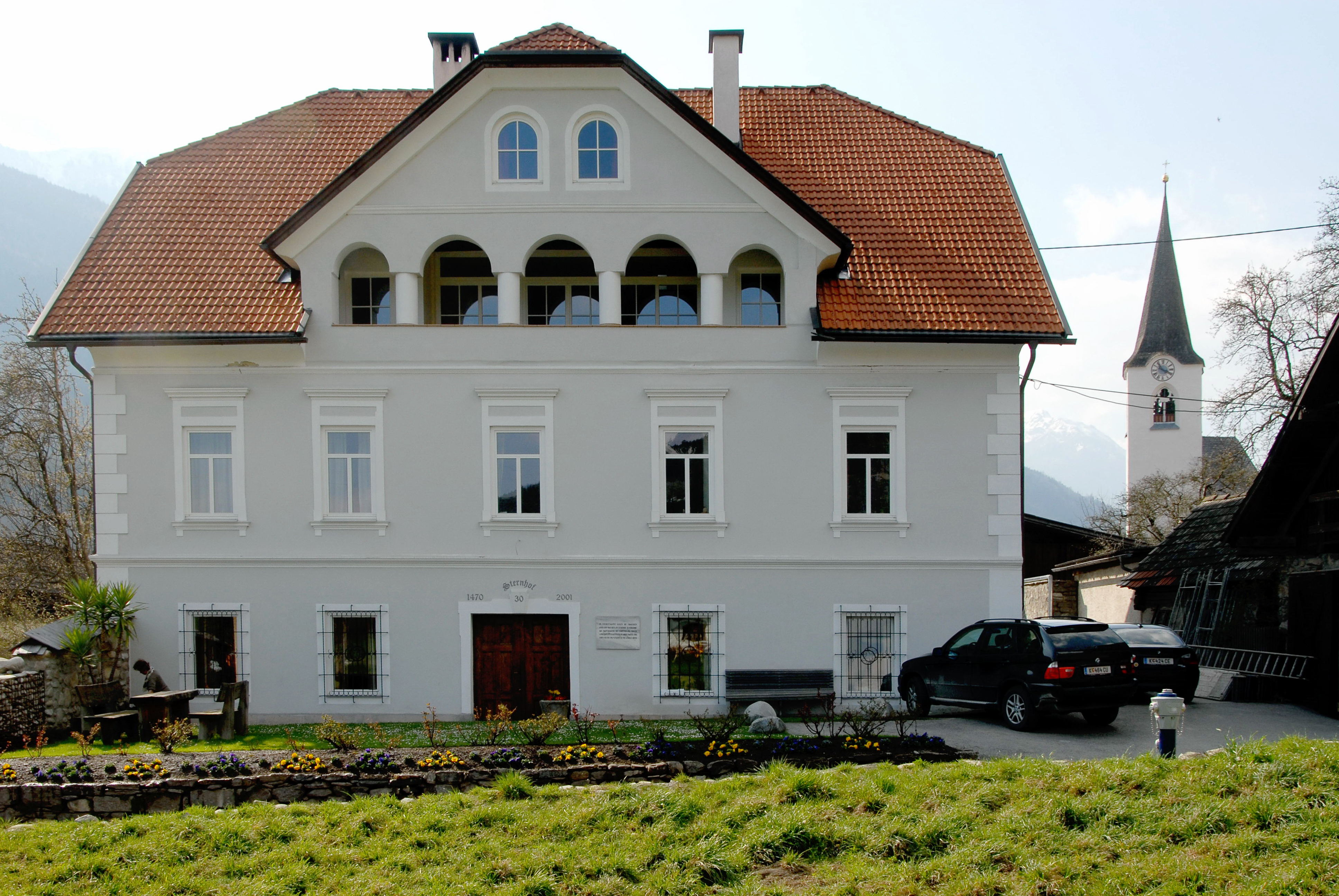
Sternhof (2007), der Heimathof von Uwe, Kurt und Robert Scheuch

Robert Scheuch (* 13. August 1896 in Oberbozen; † 27. Februar 1974 in Klagenfurt) war österreichischer Politiker (VdU/FPÖ) und von 1949 bis 1956 sowie von 1962 bis 1966 Abgeordneter zum österreichischen Nationalrat.
Scheuch besuchte nach der Volksschule ein Staatsgymnasium und absolvierte ein Studium als Agraringenieur an der Hochschule für Bodenkultur Wien. Zudem studierte er an der Universität in Halle an der Saale. Scheuch war als Landwirt am Sternhof in Mühldorf im Mölltal tätig. Am 20. Mai 1938 beantragte er die Aufnahme in die NSDAP und wurde rückwirkend zum 1. Mai aufgenommen (Mitgliedsnummer 6.198.663). Kurt Scheuch und Uwe Scheuch sind seine Enkel.
Scheuch war 1949 Mitbegründer des  Verbandes der Unabhängigen (VdU) und später der Freiheitlichen Partei Österreichs.  Er vertrat den VdU vom 8. November 1949 bis zum 8. Juni 1956 im Nationalrat und war danach vom 6. Februar 1962 bis zum 30. März 1966 Abgeordneter der FPÖ.